# Ivan Törzs
Ivan Törzs es un director de orquesta y pianista estadounidense educado en la Universidad de Princeton, Mannes College of Music y en la Juilliard School. 

## Carrera
Trabajó como pianista y director de orquesta en Charleston, Spoleto y Santa Fe, antes de trasladarse a Alemania en 1985. 
En Alemania llegó a dirigir orquestas en Darmstadt, Hamburgo y Karlsruhe. En 1993 se convirtió en director de orquesta de la Ópera Estatal de Mecklemburgo, en Schwerin. Desde 1999 hasta el verano de 2002 fue también director artístico allí. Lo más destacado de su dirección fue la inclusión de las actuaciones de Otello y Tannhäuser con las sopranos estadounidenses Helen Donath y conciertos de Parsifal con Renata Scotto. 
Su repertorio en Schwerin incluyó Tosca, Jenůfa, Der Rosenkavalier, Tristán e Isolda, Parsifal, Wozzeck y Pelléas et Melisande. Él ha sido director invitado en Viena (L'elisir d'amore), Stuttgart, Düsseldorf, Núremberg, Praga, Estrasburgo y Budapest.
Desde 2002, Iván Törzs ha sido director musical de la Vlaamse Opera, en Flandes. Ha dirigido Fidelio, La traviata, Arabella, Carmen, Salomé, Luisa Miller, Il Barbero di Siviglia, Ariadna auf Naxos, y el Anillo del ciclo allí. 
Como acompañante al piano se ha presentado en el escenario con cantantes como Kurt Moll, Edda Moser, Theo Adam, y Cheryl Studer. Se presenta regularmente como director invitado en el Teatro de la Ópera Hawái.